# Ново насеље (Нови Сад)
Ново насеље (познато и као Бистрица) градска је четврт Новог Сада. Насеље се налази западно од центра града, поред пута према Футогу и Бачкој Паланци. Насеље има око 37.000 становника, а подељено је у две месне заједнице: Бистрица и Гаврило Принцип. Данас, већина становништва живи у колективним стамбеним објектима (зградама).

## Име
Првобитни назив насеља био је Ново насеље, али је 1992. године званично усвојено име Бистрица. Међутим, становници насеља, као и други Новосађани, још увек чешће користе назив Ново насеље. Бистрица је такође званични назив једне од две месне заједнице које обухватају насеље.

## Делови насеља
У Ново насеље се убраја и некада засебна градска четврт позната као Сателит, као и простор насеља Железничка колонија. Поред Сателита и Железничке колоније, неки од назива делова Новог насеља су: Савина, Тозин сокак, Шонси, Шаренград (Јамајка), Расадник (Радна зона запад), Западна привредна зона (Радна зона запад), итд. Централни део Сателита назива се Мали Сателит или Тозиновац.
У административном смислу, Ново насеље је подељено у две месне заједнице: Бистрица (на северу) и Гаврило Принцип (на југу). МЗ „Бистрица“ обухвата северозападне делове Новог насеља и југоисточни део Југовићева, док МЗ „Гаврило Принцип“ обухвата југоисточне делове Новог насеља, насеље Сателит, насеље Железничка колонија и делове индустријске зоне под називом Радна зона запад.

## Границе насеља
Северну границу Новог насеља чини Булевар Војводе Степе, западну границу чини Булевар Кнеза Милоша, јужну границу чини улица Футошки пут, док источну границу чини Суботички булевар (Булевар Европе).
Суседни делови града су: Ветерник (на западу) Телеп (на југу) и Сајмиште и Детелинара (на истоку).
- Положај Новог насеља у Новом Саду

## Историја

### Порекло имена — насеље Бистрица
Главни чланак: Бистрица (бивше насеље).
Према старим мапама из 16. и 17. века, на подручју данашњег Новог Сада налазило се старо српско село Бистрица, док се од 18. века ово место више не помиње. Службени назив модерном насељу дат је према називу овог села.
Картограф Лазарус (Lazzarus) је 1528. године нацртао карту подручја на којем је данас лоциран Нови Сад, где се налазио локалитет са називом BISSTRITZ (Бистрица). Помен Бистрице на старим картама је истраживао историчар Павле Станојевић, бивши директор Архива Војводине, према којем се овај назив помиње на укупно 7 мапа које датирају из 16. и 17. века. На њима је преко пута Петроварадинске тврђаве уцртано насеље са именом Бистрица. Између осталих, назив се налази и на карти чувеног фламанског картографа Меркатора (1512-1594), који је картографију поставио на строго научне основе.
Бистрица је иначе словенска реч која означава брзу реку или поток. Назив насеља Бистрица могао је настати због близине неког потока, баре или утоке, којих је раније било много, а од једне такве утоке је и Футог добио име (старословенски ВТОК, где се оно „В“ на немачком чита као „Ф"). Топоними „бистрица“ и „бистра“ су веома чести код Словена, а јављају се на свим просторима где су Срби живели.
Не може се са сигурношћу рећи на ком делу подручја данашњег Новог Сада се налазило старо насеље Бистрица. Не постоје докази да је оно било баш на подручју данашњег Новог насеља. Археолози су недавно северно од простора Новог насеља (на Сајлову и Југовићеву) пронашли остатке средњовековног села, иако их нису идентификовали са старом Бистрицом. Мисли се да су ови остаци у ствари део некадашњег насеља Доње Сајлово.
- Насеље Бистрица (Bistritz) на Лазарусовој карти Угарске из 1528. године
- Насеље Бистрица (Bistritz) на мапи фламанског картографа Герхарда Меркатора из 16. века
- Реконструкција могуће локације старог насеља Бистрица на подручју данашњег Новог Сада (рани 16. век), на основу Лазарусове и Меркаторове карте
- Реконструкција могуће локације старог насеља Бистрица на подручју данашњег Новог Сада (период османске управе, 16-17. век), на основу Лазарусове и Меркаторове карте

### Шуме и излетиште
Неспорно је да су се на простору данашњег Новог насеља у средњем веку налазиле две веће шуме: Горња и Доња. Горња (или Ченејска) шума је била на северозападном делу Новог насеља, према Сајлову, док се Доња, површине око 340 хектара, налазила отприлике на јужном делу данашњег Новог насеља. Биле су то добре шуме, пуне тврдих лишћара, храстова, брестова и топола.
Први проблем око права на коришћење овог простора јавио се после 1748. године, када су Новосађани куповином права од Бечког двора остварили право на градску управу (магистрат), добили Повељу о елибертацији, односно добили статус слободног краљевског града. У ово време су почеле чарке између градске управе и футошке властеле око границе атара, али и око пропуштања вода, те су због нерешених проблема око власништва радници властелинства проваљивали насипе. У то време Доња шума се ослањала на Футошку шуму. Кроз те шуме водио је друм према Футогу, па даље према Бечу и остатку средње Европе. Последњи футошки властелин био је гроф Котек.
После елибертације, Новосађани су од Доње шуме направили излетиште, 6 километара удаљено од центра Града. На почетку шуме уређене су алеје и простори за игру и забаву по узору на сличан парк у Бечу, те су Новосађани тај део шуме назвали Пратер. Испред Пратера налазила се крчма породице Пејић која је у Буни попаљена. У Мађарској буни односно Српском покрету 1848-1849. године, Доња шума је доста настрадала сечом (Изв. док. Маг. сл. кр. гр. 27/1867: Извештај сенатора Атанасија Трифковића Економском одбору Магистрата Новог Сада о исходу лицитације за крчење Пратерске шуме. Исход лицитације се одобрава од стране Ек. Одбора).
Магистрат је у периоду 1874-1876. покушао да обнови разређену шуму тако што је засадио младице. 1877. године издвојен је један део за бостанлук, али због притиска бостанџија, углавном становника Роткварије, шума се све више крчила и полако нестајала.
После Првог светског рата, нестало је и последњег дела шуме. Градско поглаварство је те крчевине продавало боље стојећим баштованима, већим делом Роткварцима, који су у конјуктури и извозу баштованских производа, увек били гладни земље. Старији Новосађани сећају се три велике тополе које су биле последњи остатак Доње шуме а које су посечене после Другог светског рата када се градио Југоалат.
На северном делу ове територије углавном су били пашњаци, а од 1913. године и Аеродром. После Другог светског рата, аеродром је пребачен у Батајницу из стратешких разлога, а подсећање на њега је чувена кафана Пилот у центру Детелинаре.

### Изградња Новог насеља
У првом Генералном урбанистичком плану после Другог светског рата, 1950. године, град за овај простор није имао никакав план. Ревизијом ГУП-а, 1963. године, успоставља се и концепт Новог насеља. Новим елементима ГУП-а из 1985. године, Ново насеље се проширује према западу.
Према књизи др Слободана Ћурчића (Насеља Бачке - географске карактеристике, Нови Сад, 2007), у источном делу данашњег Сателита су још 1952. године постојале куће. Наставак изградње на овом локалитету датира из 1956-1957. године, када су на подручју централног Сателита подизане приземне стамбене куће. Ова фаза са изразитим интензитетом траје до 1963. Тада изграђено некомфорно насеље носи назив Тозиновац, према тадашњем градоначелнику Тодору Јовановићу Този — од Футошког пута до Ложионичке улице (Сателит).
Садашњу конституцију насеље добија у периоду 1977-80. масовном концентрисаном градњом. Почетком 1978. др Наталија Реба постављена је, као заменик директора Завода за грађевинско земљиште, за руководиоца друштвене усмерене изградње на Новом насељу, а и њен супруг Благоје Реба (1938—2002) пројектовао је велики број стамбених објеката на Новом насељу. У то време (1977—80) је изграђено 4.250 станова и извршена је реконструкција и потпуна изградња комуналних објеката (путеви, водовод, топловод, канализација, електрична струја, телефони). По пројекту Завода за физичку културу, изградња Основне школе Прва војвођанска бригада започета је 1. фебруара 1979. године, а завршена је септембра 1980. Грађена је средствима самодоприноса. Настава је на новом простору (на око 7.100 m²) кренула у школској 1980/81. години.
Градња је и даље настављена, али смањеним интензитетом, тако да је до лета 1994. изграђено још 8.728 станова.

### Општина Подунавље
Између 1980. и 1989. године, на Новом насељу се налазило седиште градске општине Подунавље, једне од седам општина које су тада чиниле Град Нови Сад. Поред Новог насеља са Сателитом, општина је обухватала и насеља Телеп, Адице, Ветерник, Футог и Бегеч.

## Становништво
Према попису из 1991. године, Ново насеље је имало 24.595 становника, подељених у следеће етничке групе: 
- Срби (70%)
- Мађари (10%)
- Црногорци (5%)
- Словаци (5%)
- Хрвати (5%)
- остали (5%)

Године 2016, Ново насеље (укључујући и Сателит) је имало око 37.000 становника.
Године 2010. су се у источном делу Новог насеља налазила неформална ромска насеља, али су она делом расељена, јер је на том простору предвиђена изградња нових стамбених и пословних зграда.

## Култура, здравство, спорт
Ново насеље има две основне школе: "Прва војвођанска бригада" (једна од модернијих школа у граду) и "Милош Црњански" (на Сателиту), као и школу „Милан Петровић“, која је намењена образовању деце ометене у развоју.
Насеље такође има дом здравља, геронтолошки центар, одељак градске библиотеке, као и православну цркву, чија је градња почела крајем 90-их година и која је већим делом довршена, али још увек не у потпуности. На Булевару Европе је била планирана изградња новог објекта Радио-телевизије Војводине, али се од тог плана одустало.
У западном делу насеља (на Сателиту) налази се спортски центар у оквиру којег постоји фудбалски стадион фудбалског клуба "Младост", као и тениски терени тениског клуба „Елите“, а била је планирана и изградња спортско-пословног објекта „Туш“, од чега се одустало. У источном делу насеља налази се спортски клуб „Меридиана“, са тениским теренима.

## Привреда
У насељу има (или је било) неколико фабрика и предузећа (у саставу индустријске зоне Радна зона запад):
- "Југоалат", фабрика за производњу алата,
- "Југодент", фабрика за производњу зубарске опреме,
- "Аутокоп", фабрика за производњу резервних делова,
- "Дунав", фабрика за производњу ортопедских помагала,
- "Јавно градско саобраћајно предузеће Нови Сад" (ЈГСП) - јавни градски превоз

Међутим, поменуте фабрике данас углавном не раде.
У источном делу насеља, налазе се железничка пруга и ранжирна железничка станица.
Остали значајни привредни субјекти:
- „Сателитска пијаца“, у оквиру Јавног комуналног предузећа „Тржница“, лоцирана уз Футошки пут,
- У централном делу насеља налазе се супермаркети „Универекспорт“ (раније „Родић“ и „Идеа“) и „Макси“ (раније „Темпо“).

Поред тога, на Новом насељу постоји и мањи пословни центар, неколико банака, као и већи број трговачких и занатских радњи различитог профила.
Уз северну границу насеља, на Југовићеву, постоји доста новоизграђених приватних привредних објеката, који у комуникационом смислу гравитирају Новом насељу.

## Саобраћај
Овај део града је повезан са Центром Новог Сада градским аутобусима број 2, 7, 8 и 9 (раније и 12); као и линијама 52, 53, 54, 55 и 56, које из правца железничке станице пролазе Футошким путем ка насељима Футог, Ветерник и Бегеч. Ново насеље има широке улице са лепим дрворедима, а значајније улице у насељу су: Булевар Јована Дучића, Булевар Слободана Јовановића, Булевар Европе, Булевар војводе Степе, Булевар кнеза Милоша, Футошки пут, Радомира Раше Радујкова, Булевар Бате Бркића итд.

## Даљи развој насеља
Поред завршетка православне цркве, планира се и изградња црквеног дома, затим изградња две средње школе и културног центра у улици Бате Бркића, проширење спортског центра, изградња спортског парка, рушење старих кућа на Малом Сателиту, изградња саобраћајнице која ће повезати сателитску пијацу са улицом Бате Бркића, као и изградња нових стамбених и пословних објеката дуж нових саобраћајница, нарочито на Суботичком булевару (Булевару Европе) и подручју Малог Сателита.
- Булевар Јована Дучића
- Улица владике Ћирића
- Улица Бранислава Бороте
- Булевар Јована Дучића
- Улица Партизанских база
- Улица Милеве Марић
- Улица Бате Бркића
- Булевар Слободана Јовановића

## Галерија
- Панорамски поглед на Ново насеље
- Панорамски поглед на Ново насеље
- Улица Бате Бркића
- Булевар Кнеза Милоша
- Улица Бате Бркића
- Булевар Слободана Јовановића
- Суботички булевар (Булевар Европе)